# Mittelstandsförderung
Unter Mittelstandsförderung versteht man die Summe der öffentlichen und privaten Anstrengungen und Maßnahmen, die auf eine Stärkung der mittleren Schichten der Gesellschaft und speziell des gewerblichen Mittelstandes abzielen. Die Förderung besteht heutzutage zumeist in Begünstigungen in Form von zinsvergünstigten Krediten, Zuschüssen, Bürgschaften etc. an Unternehmen im Rahmen definierter Größenkriterien hinsichtlich des Umsatzes bzw. der Beschäftigtenzahl.

## Geschichte
Historisch ist der Gedanke der Mittelstandsförderung auf die Bedrohung eher zunftmäßig orientierter kleingewerblicher Schichten durch die industrielle Revolution zurückzuführen. Als Gegengewicht gegen die übermächtigen Fabriksbetriebe und Großvertriebsformen des Handels (Warenhaus, Konsumgenossenschaften) wurden gewerbliche Genossenschaften, Staatshilfe und Sondersteuern gefordert.
Das zahlenmäßige  Gewicht der Kleingewerbetreibenden gab diesen Forderungen ab dem ausgehenden 19. Jahrhundert auch in verschiedenen politischen Parteien, namentlich denen christlichsozialer und nationalkonservativer Ausrichtung, Bedeutung. Motivierend wirkten hier auch die Sozialenzykliken rerum novarum und quadragesimo anno. Die Auseinandersetzung um eher konfliktträchtige Aspekte der Mittelstandsförderung spielte in der ersten Hälfte des 20. Jahrhunderts eine wesentliche Rolle. Besonders im Rahmen der Weltwirtschaftskrise verschärften sich die Forderungen, Großbetriebe durch Sondersteuern oder noch härtere Maßnahmen zurückzudrängen. Das Parteiprogramm der NSDAP forderte beispielsweise die sofortige Kommunalisierung der Groß-Warenhäuser und ihre Vermietung zu billigen Preisen an kleine Gewerbetreibende. Der Kampfbund für den gewerblichen Mittelstand unter Theodor Adrian von Renteln forderte die Schließung aller Warenhäuser, der Einheitspreisläden, Konsumgenossenschaften und Filialkettenläden. De facto kam es aber auch nach der Machtergreifung der NSDAP zwar zu Einzelaktionen wie dem Warenhaussturm in Braunschweig und zu systematischen Arisierungen, aber nicht zur Zurückdrängung der Großbetriebe.

## Heutige Situation
Nach dem Zweiten Weltkrieg und angesichts einer zunehmenden Liberalisierung der Wirtschaft lösten sich diese Frontstellungen langsam auf. Heutige Mittelstandspolitik auf Landes-, Staats- aber auch auf EU-Ebene befasst sich mit der Verbesserung der Rahmenbedingungen für kleine und mittlere Unternehmen, nicht zuletzt wegen der Bedeutung mittelständischer Betriebe für die Beschäftigung. Nach der Mittelstandsdefinition des IfM Bonn gab es in Deutschland 2006 ca. 3,6 Millionen mittelständische Unternehmen. Das entspricht 99,7 % aller umsatzsteuerpflichtigen Unternehmen in Deutschland. In den mittelständischen Unternehmen sind knapp 16 Millionen sozialversicherungspflichtig Beschäftigte angestellt, knapp 66 % aller Arbeitnehmer in Deutschland. Der Mittelstand erwirtschaftet darüber hinaus mehr als 38 % aller steuerpflichtigen Umsätze, bildet knapp 83 % aller Lehrlinge aus und trägt einen Anteil von über 47 % an der Nettowertschöpfung. Aus diesem Grund schenkt auch die Europäische Union dem Konzept der Mittelstandsförderung besondere Beachtung.